# Висяча долина

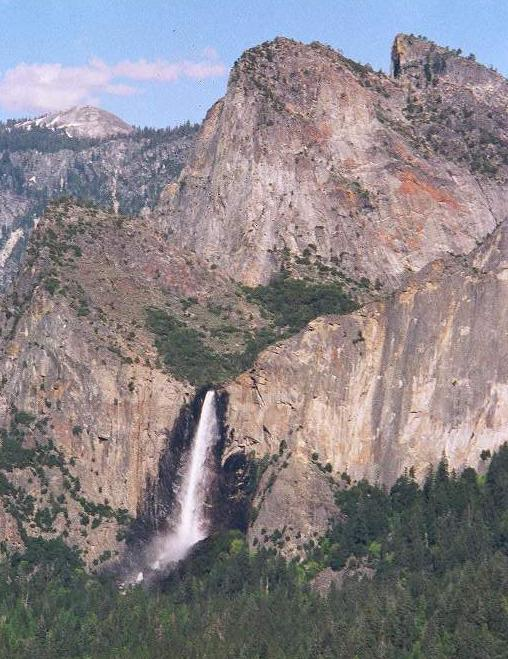
Водоспад Брідалвейл в Національному парку Йосеміті, що спадає з висячої долини.

Висяча долина — дочірня долина, з дном на вищому рівні, ніж дно головної долини, в яку вона впадає. Більшість висячих долин зазвичай є U-подібними долинами, які сформувалися, коли льодовик впадав у льодовик більшого об'єму. Головний льодовик роз'їдає глибоку U-подібну долину з майже вертикальними стінами, а дочірній льодовик, з меншим об'ємом льоду, робить мілкішу U-подібну долину. Тоді як поверхні льодовиків знаходилися спочатку на тій же висоті, мілкіша долина, здається, «висить» над головною долиною. Часто на виході з висячої долини формуються водоспади.